# Иоганн Казимир (князь Ангальт-Дессау)
Иоганн Казимир Ангальт-Дессауский (нем. Johann Kasimir von Anhalt-Dessau; 7 декабря 1596, Дессау — 15 сентября 1660, Дессау) — князь Ангальт-Дессау из династии Асканиев.

## Биография
Иоганн Казимир — сын князя Иоганна Георга I Ангальт-Дессауского и его второй супруги Доротеи Пфальц-Зиммернской. Получив обычное домашнее образование, Иоганн Казимир вместе с двоюродным братом Кристианом II Ангальт-Бернбургским в сопровождении гофмейстеров Маркуса Фридриха Венделина и Петера фон Себоттендорфа отправился на учёбу в Женеву. В Женеве 1608—1609 годах, а затем в Цербсте князь практиковался в написании речей на латыни.
В 1617 году Иоганн Казимир был принят Людвигом I Ангальт-Кётенским в Плодоносное общество под именем «Проникающий» (Der Durchdringende). В 1618 году Иоганн Казимир стал правителем княжества, но предпочитал отдавать своё время исключительно охоте и представительским обязанностям правителя при дессауском дворе.
18 мая 1623 года Иоганн Казимир женился на Агнессе Гессен-Кассельской, дочери ландграфа Морица Гессен-Кассельского. В 1650 году супруга Иоганна Казимира умерла, спустя год траура князь Иоганн Казимир женился на кузине Софии Маргарите Ангальтской, дочери князя Кристиана I Ангальт-Бернбургского.
Несчастный случай, произошедший на охоте 4 октября 1652 года, на долгие годы приковал князя к постели. От горестной действительности его отвлекали визиты поэта Филиппа фон Цезена. После смерти князя Иоганна ему наследовал в Ангальт-Дессау сын Иоганн Георг II.

## Потомки
В браке с Агнессой Гессен-Кассельской родились:
- Мориц (1624—1624)
- Доротея (1625—1626)
- Юлиана (1626—1652)
- Иоганн Георг II (1627—1693), князь Ангальт-Дессау, женат на принцессе Генриетте Екатерине Нассау-Оранской (1637—1708)
- Луиза (1631—1680), замужем за герцогом Кристианом Бжегским (1618—1672)
- Агнесса (1644—1644)

Во втором браке с Софией Маргаритой Ангальтской детей не было.